# عاشور شوايل
عاشور سليمان شوايل البرعصي، سياسي وأكاديمي ليبي. تولى وزارة الدخلية.

## حياته
تخرج من جامعة قاريونس (جامعة بنغازي حالياً) من كلية الحقوق، ثم حصل على ماجستير الحقوق من نفس الجامعة عام 1995، ثم دكتوارة في القانون عام 2000 من جامعة عين شمس في القاهرة، كما عمل في الشرطة في أقسام المرور والبحث الجنائي.
استقال من الحكومة في مايو 2013، ورُجح سبب استقالته أنه تلقى تهديداً بالقتل من جماعات مسلحة مؤيدة من قطر، وتنظيم الإخوان المسلمين في ليبيا.